# Marcel Răducanu
Marcel Răducanu (* 21. Oktober 1954 in Bukarest) ist ein ehemaliger rumänischer Fußballspieler.

## Sportliche Laufbahn
Der dribbelstarke Fußballnationalspieler absolvierte 18 A-Länderspiele für die Rumänische Fußballnationalmannschaft. Er wurde 1980 rumänischer Fußballspieler des Jahres, gewann zweimal den rumänischen Meistertitel und wurde zweimal rumänischer Pokalsieger.
Im Sommer 1981 setzte er sich während eines Freundschaftsspiels in Dortmund während der Halbzeitpause mittels einer vorgetäuschten Verletzung ab. Da er Spieler der rumänischen Militärmannschaft Steaua Bukarest war, hatte er auch einen militärischen Rang (Hauptmann) inne. Seine Flucht wurde daher als Fahnenflucht gewertet und er in Abwesenheit zu fünf Jahren und acht Monaten Haft verurteilt. Im Januar 1985 gelangten nach langjährigen erfolglosen Bemühungen auf offiziellem Wege sein Sohn und seine Frau nach einer Geldzahlung an eine Fluchthelferin aus dem damaligen Jugoslawien in die Bundesrepublik.
Nach Ablauf einer einjährigen Sperre durch die UEFA und einem längeren Rechtsstreit – Răducanu hatte Verträge sowohl mit Hannover 96 als auch mit Borussia Dortmund unterzeichnet – spielte er ab 1982 für die Borussia. Hannover 96 erhielt eine halbe Million DM für das Abtreten der Rechte an dem Vorvertrag mit Răducanu. Insgesamt absolvierte er bis zum Jahr 1988 167 Bundesligaspiele für Borussia Dortmund und erzielte dabei 31 Tore.
1988 wechselte er für 200.000 DM gemeinsam mit Norbert Eder vom FC Bayern München und mit Trainer Hans Bongartz zum FC Zürich, bei dem er drei Jahre lang blieb. Mit 36 Jahren beendete Răducanu seine Karriere als Fußballer und erwarb 1993 in Köln seine Lizenz als Fußballlehrer. Seit 1994 betreibt er eine Fußballschule in Dortmund.

## Erfolge
Steaua Bukarest
- Rumänischer Meister: 1976, 1978
- Rumänischer Pokalsieger: 1976,  1979

FC Zürich
- Aufstieg Nationalliga A: 1989

Nationalmannschaft
- Balkan-Cup-Sieger: 1980